# Port lotniczy Tenerife Sur
Port lotniczy Reina Sofía (hiszp.: Aeropuerto de Tenerife Sur Reina Sofía, kod IATA: TFS, kod ICAO: GCTS) – międzynarodowe lotnisko położone w południowej części Teneryfy, 71 km na południe od portu lotniczego Aeropuerto de Tenerife Norte Los Rodeos. Jest najruchliwszym portem lotniczym Teneryfy. W 2006 obsłużył 8,8 mln pasażerów.
Lotnisko zostało oficjalnie otwarte przez królową hiszpańską Zofię 8 listopada 1978 roku. Pierwszym samolotem przyjętym przez to lotnisko był McDonnell Douglas DC-9, lot IB187 linii lotniczych Iberia z wyspy Lanzarote, który wylądował o godzinie 10:17.

## Linie lotnicze i kierunki lotów
| Linia Lotnicza               | Kierunek |
| ---------------------------- | --- |
| Aer Lingus                   | 1. Dublin Sezonowo: 1. Cork |
| Air Baltic                   | Sezonowo: 1. Ryga 2. Tallinn 3. Tampere 4. Wilno |
| Air France                   | Sezonowo: 1. Paryż-Charles de Gaulle |
| Austrian Airlines            | 1. Wiedeń |
| Binter Canarias              | 1. Gran Canaria Sezonowo: 1. Madera |
| British Airways              | 1. Londyn-Gatwick 2. Londyn-Heathrow |
| Brussels Airlines            | 1. Bruksela |
| Chair Airlines               | Sezonowo: 1. Zurych |
| Condor                       | 1. Düsseldorf 2. Frankfurt 3. Hamburg 4. Lipsk 5. Monachium 6. Norymberga 7. Stuttgart |
| Corendon Airlines Europe     | 1. Kolonia/Bonn 2. Düsseldorf 3. Hanower 4. Norymberga |
| Corendon Dutch Airlines      | 1. Amsterdam 2. Maastricht Aachen |
| EasyJet                      | 1. / Bazylea 2. Belfast-International 3. Berlin 4. Bordeaux 5. Bristol 6. Edynburg 7. Genewa 8. Liverpool 9. Londyn-Gatwick 10. Londyn-Luton 11. Lyon 12. Manchester 13. Mediolan-Malpensa 14. Nantes 15. Nicea 16. Paryż-Charles de Gaulle Sezonowo: 1. Amsterdam 2. Birmingham 3. Glasgow |
| Edelweiss Air                | 1. Zurych |
| Eurowings                    | 1. Kolonia/Bonn 2. Düsseldorf Sezonowo: 1. Berlin 2. Graz 3. Hamburg 4. Hanower 5. Salzburg 6. Stuttgart |
| Eurowings Discover           | Sezonowo: 1. Frankfurt |
| Finnair                      | Sezonowo: 1. Helsinki |
| Iberia Express               | 1. Madryt |
| Icelandair                   | 1. Reykjavík-Keflavík |
| Jet2.com                     | 1. Belfast-International 2. Birmingham 3. Bristol 4. East Midlands 5. Edynburg 6. Glasgow 7. Leeds/Bradford 8. Liverpool 9. Londyn-Stansted 10. Manchester 11. Newcastle |
| Lufthansa                    | 1. Frankfurt Sezonowo: 1. Monachium |
| Luxair                       | 1. Luksemburg |
| LOT                          | 1. Warszawa-Chopin |
| Marabu                       | 1. Monachium |
| Neos                         | 1. Bolonia 2. Mediolan-Malpensa 3. Rzym-Fiumicino 4. Werona |
| Norwegian Air Shuttle        | 1. Kopenhaga 2. Oslo-Gardermoen Sezonowo: 1. Aalborg 2. Bergen 3. Göteborg 4. Helsinki 5. Stavanger 6. Sztokholm-Arlanda |
| Play                         | 1. Reykjavík-Keflavík |
| Ryanair                      | 1. Agadir 2. Barcelona 3. Mediolan-Bergamo 4. Berlin 5. Birmingham 6. Bolonia 7. Bournemouth 8. Bristol 9. Budapeszt 10. Bruksela-Charleroi 11. Kolonia/Bonn 12. Cork 13. Dublin 14. East Midlands 15. Edynburg 16. Eindhoven 17. Glasgow-Prestwick 18. Knock 19. Kraków 20. Leeds/Bradford 21. Liverpool 22. Londyn-Luton 23. Londyn-Stansted 24. Madryt 25. Malaga 26. Manchester 27. Marsylia 28. Mediolan-Malpensa 29. Neapol 30. Newcastle 31. Norymberga 32. Piza 33. Rzym-Fiumicino 34. Santiago de Compostela 35. Sewilla 36. Shannon 37. Treviso 38. Walencja 39. Warszawa-Modlin Sezonowo: 1. Paryż-Beauvais 2. Frankfurt-Hahn 3. Karlsruhe/Baden-Baden 4. Memmingen 5. Porto 6. Tuluza 7. Weeze |
| Scandinavian Airlines System | 1. Kopenhaga Sezonowo: 1. Göteborg 2. Oslo-Gardermoen 3. Sztokholm-Arlanda |
| Smartwings                   | 1. Praga Sezonowo: 1. Brno |
| Sunclass Airlines            | Sezonowe czartery: 1. Aalborg 2. Billund 3. Kopenhaga 4. Göteborg 5. Helsinki 6. Malmö 7. Oslo-Gardermoen 8. Sztokholm-Arlanda |
| Sundair                      | Sezonowo: 1. Berlin 2. Brema 3. Drezno 4. Kassel |
| TAP Portugal                 | 1. Lizbona |
| TAROM                        | Sezonowo: 1. Bukareszt |
| Transavia.com                | 1. Amsterdam 2. Eindhoven 3. Groningen 4. Paryż-Orly 5. Rotterdam Sezonowo: 1. Bruksela 2. Lyon 3. Nantes |
| TUI Airways                  | 1. Aberdeen 2. Birmingham 3. Bournemouth 4. Bristol 5. Cardiff 6. Dublin 7. East Midlands 8. Exeter 9. Glasgow 10. Londyn-Gatwick 11. Londyn-Stansted 12. Manchester 13. Newcastle 14. Norwich Sezonowo: 1. Belfast-International 2. Edynburg 3. Londyn-Luton |
| TUI fly Belgium              | 1. Antwerpia 2. Bruksela 3. Liège 4. Ostenda/Brugia |
| TUI fly Deutschland          | 1. Düsseldorf 2. Frankfurt 3. Hanower 4. Monachium 5. Stuttgart |
| TUI fly Netherlands          | 1. Amsterdam 2. Rotterdam Sezonowo: 1. Eindhoven |
| TUI fly Nordic               | Sezonowe czartery: 1. Göteborg 2. Oslo-Gardermoen 3. Sztokholm-Arlanda 4. Örebro |
| United Airlines              | 1. Newark |
| Volotea                      | 1. Asturia 2. Bilbao 3. Bordeaux 4. Lyon 5. Nantes 6. Tuluza Sezonowo: 1. Lille 2. Marsylia |
| Vueling Airlines             | 1. Barcelona 2. Paryż-Orly Sezonowo: 1. Amsterdam 2. Billund 3. Kopenhaga |
| Wizz Air                     | 1. Bukareszt 2. Budapeszt 3. Gdańsk 4. Katowice 5. Mediolan-Malpensa 6. Rzym-Fiumicino 7. Warszawa-Chopin 8. Wenecja 9. Wiedeń |